# Афанасово (Лихославльский район)
Афанасово — деревня в Лихославльском районе Тверской области.

## География
Находится в центральной части Тверской области на расстоянии приблизительно 6 км на запад-юго-запад по прямой от районного центра города Лихославль.

## История
Деревня была отмечена ещё на карте Менде, состояние местности на которой соответствует 1848 году. В 1859 году здесь (тогда сельцо Афонасово) было учтено 6 дворов. До 2017 входила в Ильинское сельское поселение Лихославльского района, с 2017 по 2021 в Вёскинское сельское поселение до его упразднения.

## Население
Численность населения: 42 человека (1859 год), 14 (русские 93 %) в 2002 году, 1 в 2010.